# Clausen (Lussemburgo)

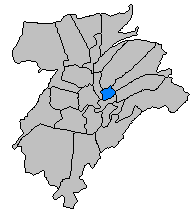
Clausen, nel centro di Lussemburgo.

Clausen è un quartiere del centro di Lussemburgo, capitale del Lussemburgo. Attraverso questo quartiere scorre il fiume Alzette; inoltre ospita una vecchia fabbrica di birra ed un cimitero militare.
Nel 2001 il quartiere contava una popolazione di 886 abitanti.

## Monumenti e luoghi d'interesse

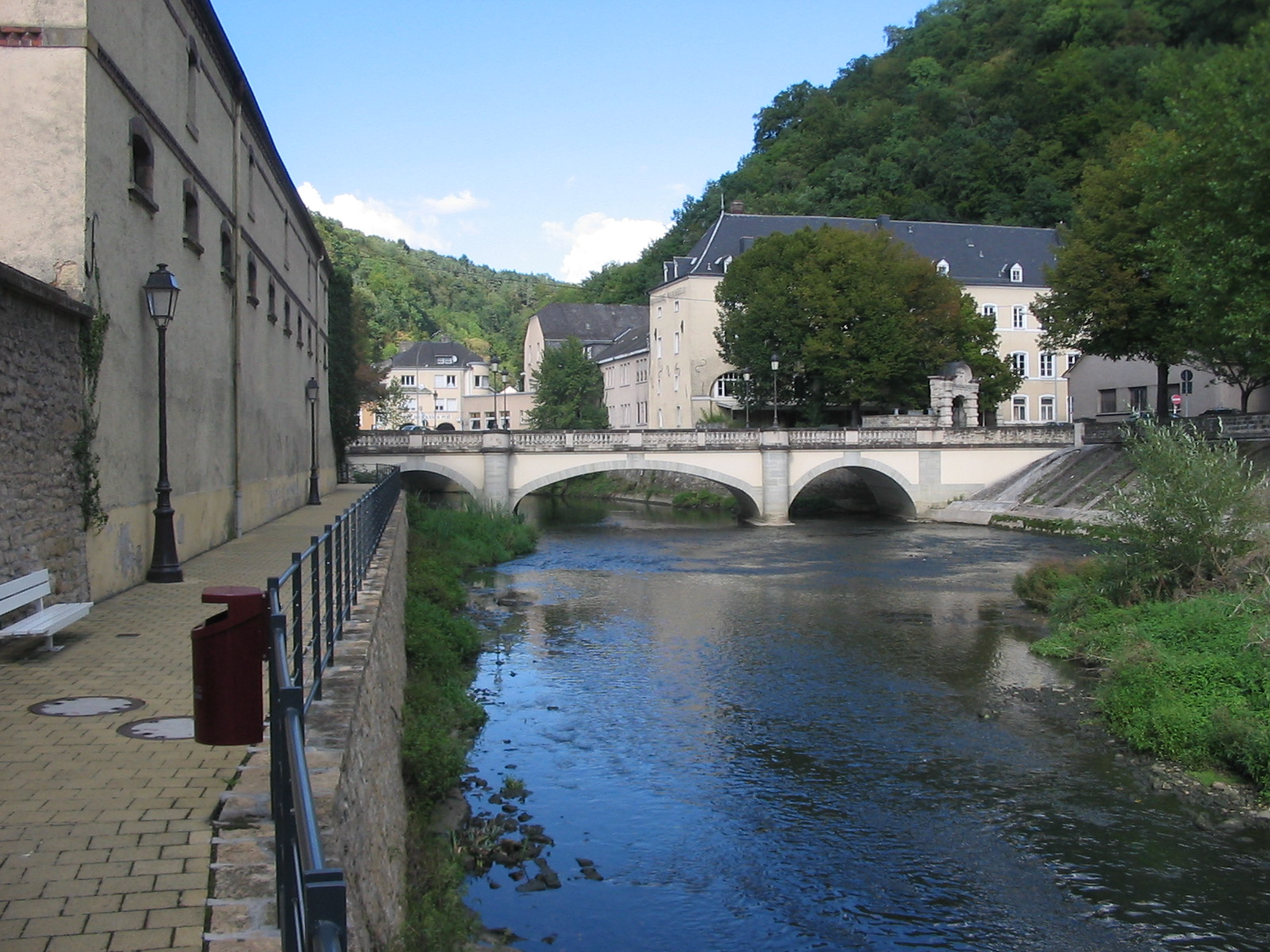
Una veduta del fiume Alzette.

- Chiesa di Santa Cunegonda